# Lijst van Brusselse ministers van Monumenten en Landschappen
Dit is een lijst van ministers van Monumenten en Landschappen in de Brusselse Hoofdstedelijke Regering.

## Lijst
| Nr. | Minister | Minister                         | Partij | Partij                                 | Begin            | Einde            | Regering(en)                   | Bevoegdheid                                     |
| --- | -------- | -------------------------------- | ------ | -------------------------------------- | ---------------- | ---------------- | ------------------------------ | ----------------------------------------------- |
| 1   |          | Charles Picqué (1948)            |        | PS                                     | 23 juni 1995     | 14 juli 1999     | Picqué II                      | Monumenten en Sites                             |
| 2   |          | Jacques Simonet (1963-2007)      |        | PRL                                    | 14 juli 1999     | 18 oktober 2000  | Simonet I                      | Monumenten en Sites                             |
| S   |          | Eric André (1955-2005)           |        | PRL                                    | 14 juli 1999     | 18 oktober 2000  | Simonet I                      | Monumenten en Sites                             |
| 3   |          | François-Xavier de Donnea (1941) |        | PRL                                    | 18 oktober 2000  | 6 juni 2003      | de Donnea                      | Monumenten en Sites                             |
| S   |          | Willem Draps (1952)              |        | PRL                                    | 18 oktober 2000  | 19 juli 2004     | de Donnea, Ducarme, Simonet II | Monumenten en Sites/ Erfgoed                    |
| 4   |          | Daniel Ducarme (1954-2010)       |        | PRL                                    | 6 juni 2003      | 18 februari 2004 | Ducarme                        | Monumenten en Sites                             |
| (2) |          | Jacques Simonet (1963-2007)      |        | MR                                     | 18 februari 2004 | 19 juli 2004     | Simonet II                     | Monumenten en Sites                             |
| (1) |          | Charles Picqué (1948)            |        | PS                                     | 19 juli 2004     | 7 mei 2013       | Picqué III, Picqué IV          | Monumenten en Sites/ Monumenten en Landschappen |
| S   |          | Emir Kir (1968)                  |        | PS                                     | 19 juli 2004     | 16 juli 2009     | Picqué III                     | Monumenten en Sites                             |
| 5   |          | Rudi Vervoort (1958)             |        | PS                                     | 7 mei 2013       | 18 juli 2019     | Vervoort I, II                 | Monumenten en Landschappen                      |
| S   |          | Pascal Smet (1967)               |        | one.brussels-sp.a/one.brussels-Vooruit | 18 juli 2019     | 18 juni 2023     | Vervoort III                   | Erfgoed                                         |
| S   |          | Ans Persoons (1979)              |        | one.brussels-Vooruit                   | 23 juni 2023     | heden            | Vervoort III                   | Erfgoed                                         |